# Nadrin
Nadrin is een plaats in de Belgische provincie Luxemburg en een deelgemeente van de gemeente Houffalize. Tot 1 januari 1977 was Nadrin een zelfstandige gemeente.
In Nadrin liggen nog de gehuchtjes Ollomont en Filly.

## Geschiedenis
Nadrin viel vroeger onder Wibrin en viel kerkelijk onder de parochie van Ollomont tot 1908. De gemeente Nadrin ontstond in 1903 toen Nadrin met Ollomont en Filly werden afgesplitst van Wibrin. In 1977 fusioneerde Nadrin met Houffalize.

## Demografische ontwikkeling
- Bronnen:NIS, Opm:1831 tot en met 1970=volkstellingen, 1976= inwoneraantal op 31 december

## Bezienswaardigheden
- De rotswand van Le Hérou
- Sint-Margarethakapel van Ollomont
- Europalia-monument
- Romeinse villa

## Fotogalerij

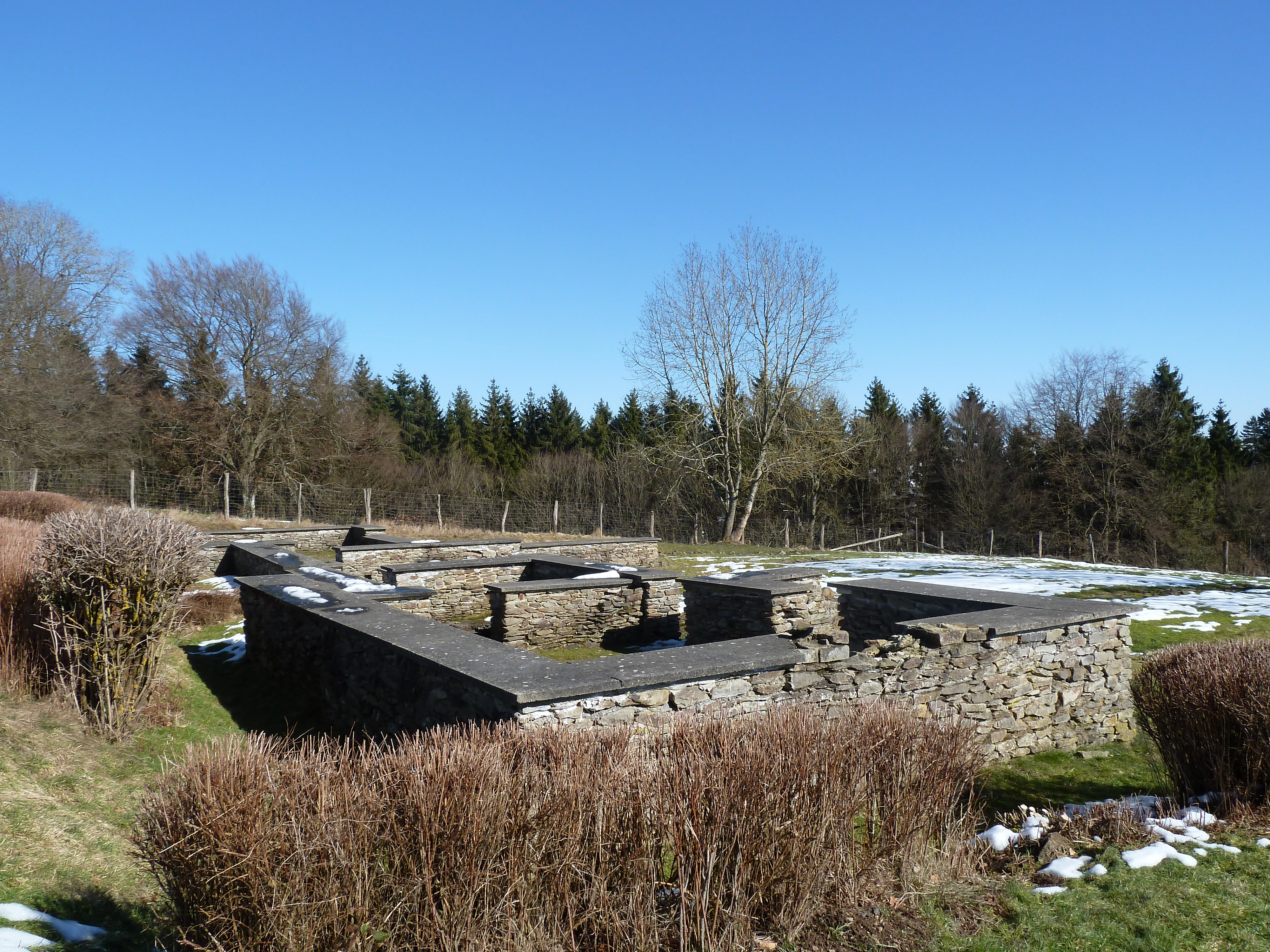
Romeinse villa muurresten
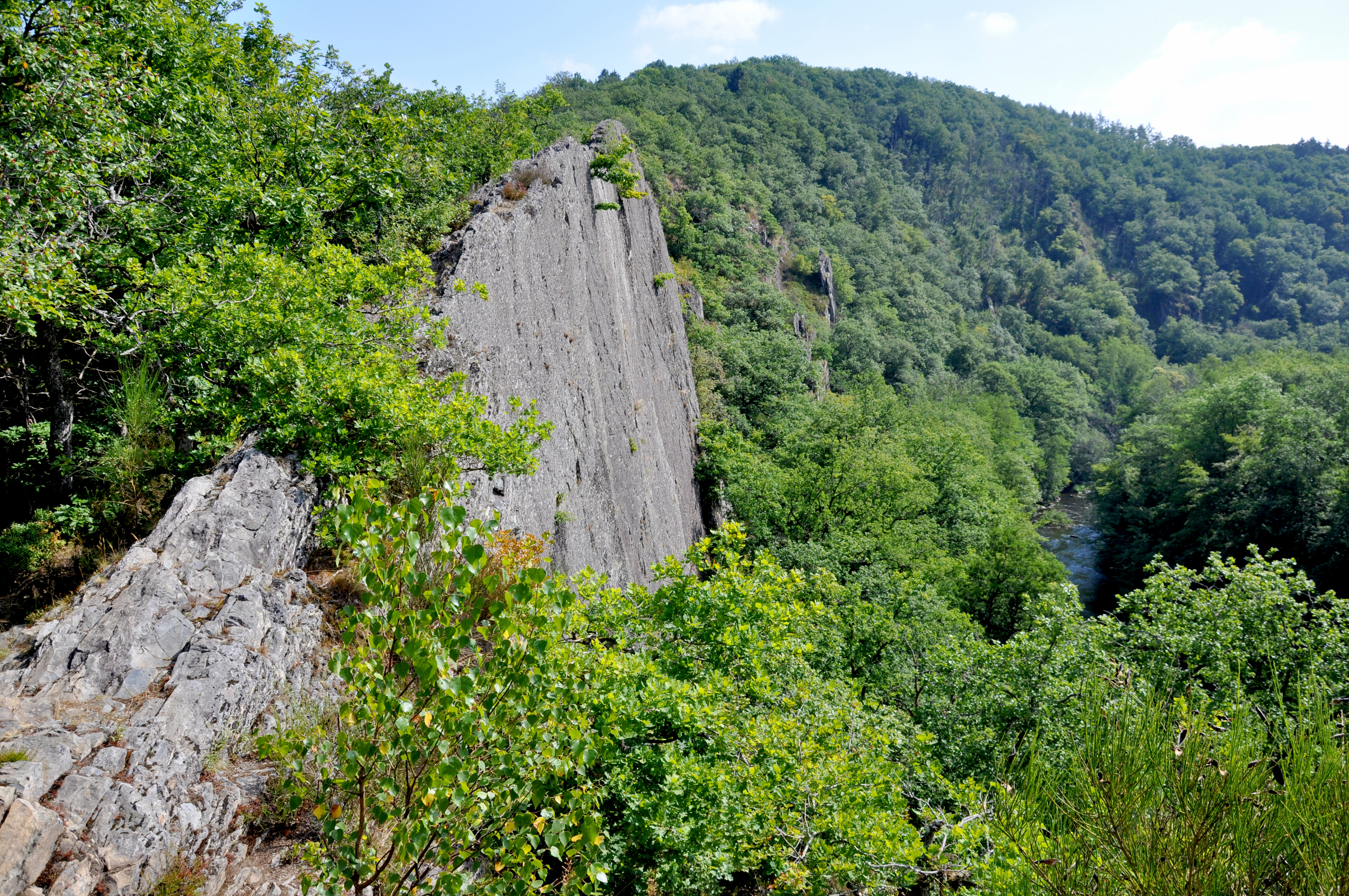
Le Hérou
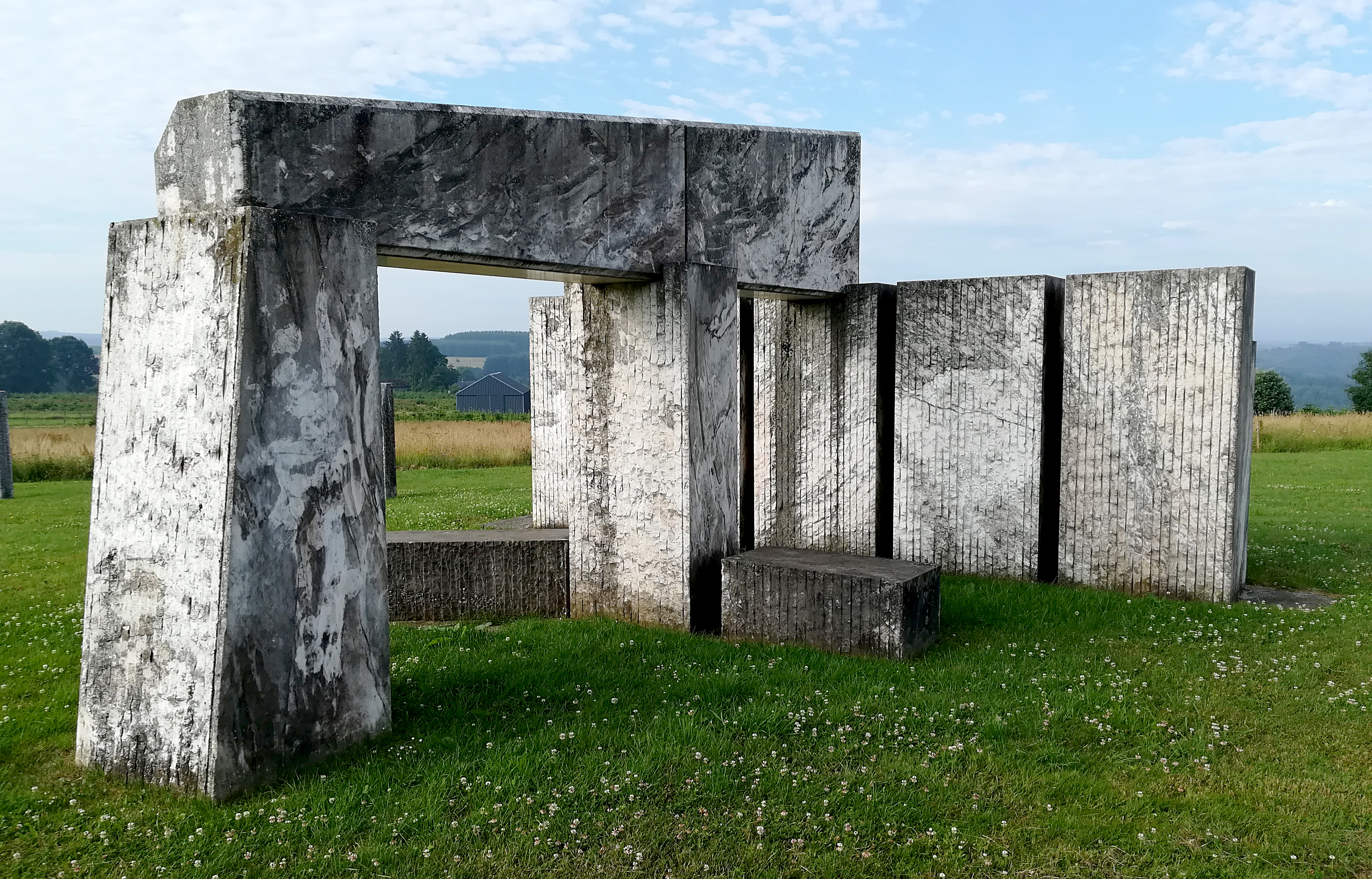
Europalia-monument

Deelgemeenten: Houffalize · Mabompré · Mont · Nadrin · Tailles · Tavigny · Wibrin

Overige kernen: Achouffe · Alboumont · Bœur · Bonnerue · Buret · Cetturu · Chabrehez · Cowan · Dinez · Engreux · Filly · Fontenaille · Mormont · Ollomont · Pisserotte · Sommerain · Taverneux · Vellereux · Vissoûle · Wandebourcy · Wilogne

Belgische gemeenten · Arrondissement Bastenaken · Luxemburg · Wallonië